# YaKuake
Yakuake (Yet another Kuake) és un emulador de terminal per KDE inspirat en el terminal del videojoc Quake: al prémer una tecla (per defecte F12, però es pot configurar qualsevol altra), la consola apareix desplaçant-se des de la part superior de l'escriptori, i quan tornes a prémer la tecla, la consola s'amaga cap a la part superior de l'escriptori altre cop.
L'avantatge d'aquest terminal radica en la velocitat de càrrega. En estar sempre carregada en memòria tarda molt menys a arrencar que les altres, quelcom molt útil per la gent que usa molt el terminal.